# 玉髓

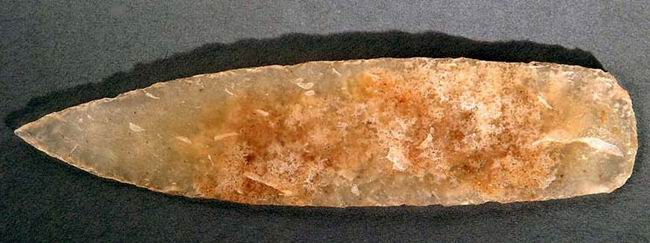
綠瑪瑙的刀，1000年－1200年

玉髓是隱晶型的石英，組成十分優良的礦物石英及斜矽石。玉髓蠟質光澤，並也有半透明的品種。它的顏色通常是白色或灰色，灰藍色或樹蔭下棕色等，從蒼白到接近黑色。其他玉髓色調被賦予特定的名字：一個清晰的紅玉髓稱為'carnelian'或 'sard'。綠色品種由氧化鎳(II)，是所謂的綠瑪瑙。紅瑪瑙有扁平黑白階。火石也是各種各樣的玉髓。

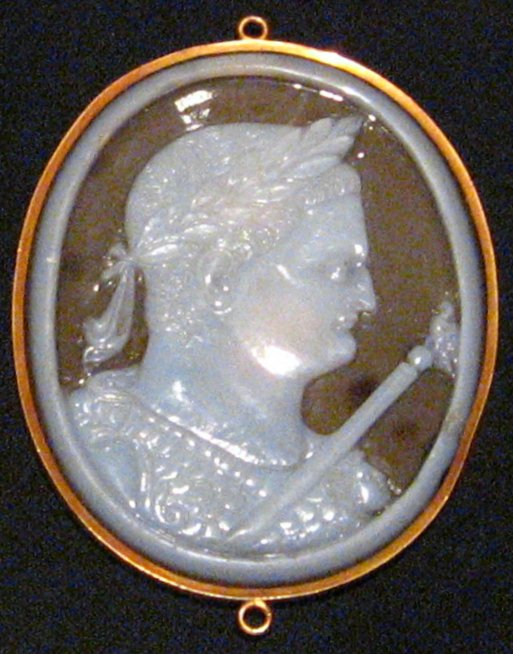
Chalcedony cameo of 羅馬提多皇帝, 二世紀

中亞沿江居民的貿易路線都有利用各種形式的玉髓雕刻裝飾品。玉髓因為不會沾黏融化的蠟適合雕刻成印章。最早可能是從公元一世紀的貴霜帝國開始發展，近年來在阿富汗的西北部發現了許多貴霜印章。

## 地球化學: 玉髓

### 結構
玉髓曾經被認為是一種纖維狀的隱晶質石英。然而最近，它已被證明還含有石英的單斜多晶型物，稱為莫甘石。典型的玉髓樣品中按摩石的質量分數可以從不到5％變為20％以上。礦物的存在曾被認為是可疑的，但現在已被国际矿物学协会正式認可。

## 石英和玉髓在純淨水的溶解度
This table gives equilibrium concentrations of total dissolved silicon as calculated by PHREEQC using the llnl.dat database. 
| 溫度     | Quartz 石英溶解度(毫克/公升) | 玉髓溶解度(毫克/公升) |
| -------- | ---------------------------- | --------------------- |
| 0.01 °C  | 0.68                         | 1.34                  |
| 25.0 °C  | 2.64                         | 4.92                  |
| 50.0 °C  | 6.95                         | 12.35                 |
| 75.0 °C  | 14.21                        | 24.23                 |
| 100.0 °C | 24.59                        | 40.44                 |

## 外部連結
- http://www.mindat.org/min-960.html （页面存档备份，存于）
- http://minerals.usgs.gov/minerals/pubs/commodity/gemstones/sp14-95/chalcedony.html （页面存档备份，存于）